# 二籽薹草
二籽薹草（学名：Carex disperma）是莎草科薹草属的植物。分布在北美洲、俄罗斯、瑞典、芬兰、波兰、挪威、朝鲜、日本以及中国大陆的内蒙古、黑龙江、吉林等地，生长于海拔700米的地区，常生长在沼泽和林下湿地，目前尚未由人工引种栽培。